# Sarcophaga lindae
Sarcophaga lindae är en tvåvingeart som beskrevs av Guilherme A.M.Lopes 1990. Sarcophaga lindae ingår i släktet Sarcophaga och familjen köttflugor. Inga underarter finns listade i Catalogue of Life.